# جيمس ألدن جونيور
جيمس ألدن جونيور (بالإنجليزية: James Alden, Jr.)‏ هو ضابط أمريكي، ولد في 31 مارس 1810 في بورتلاند في الولايات المتحدة، وتوفي في 6 فبراير 1877 في سان فرانسيسكو في الولايات المتحدة.